# Esqui alpino nos Jogos Olímpicos de Inverno de 2022
As competições do esqui alpino nos Jogos Olímpicos de Inverno de 2022 ocorreram entre 7 e 20 de fevereiro no Centro Nacional de Esqui Alpino em Yanqing, distrito de Pequim. Um total de 11 eventos estiveram em disputa, sendo cinco no masculino, cinco no feminino e uma prova mista.

## Programação
A seguir está a programação da competição para os onze eventos da modalidade.
A prova do downhill masculino foi adiada de 6 para 7 de fevereiro, assim com a prova por equipes mistas de 19 para 20 de fevereiro, devido aos fortes ventos.
Horário local (UTC+8).
| Data            | Horário     | Evento                   |
| --------------- | ----------- | ------------------------ |
| 7 de fevereiro  | 9:30 14:45  | Slalom gigante feminino  |
| 7 de fevereiro  | 12:00       | Downhill masculino       |
| 8 de fevereiro  | 11:00       | Super-G masculino        |
| 9 de fevereiro  | 10:15 13:45 | Slalom feminino          |
| 10 de fevereiro | 10:30 14:15 | Combinado masculino      |
| 11 de fevereiro | 11:00       | Super-G feminino         |
| 13 de fevereiro | 10:15 13:45 | Slalom gigante masculino |
| 15 de fevereiro | 11:00       | Downhill feminino        |
| 16 de fevereiro | 10:15 13:45 | Slalom masculino         |
| 17 de fevereiro | 10:30 14:00 | Combinado feminino       |
| 20 de fevereiro | 9:00        | Equipes mistas           |

## Qualificação
Um máximo de 306 esquiadores puderam competir nos Jogos. Cada Comitê Olímpico Nacional pode competir com um máximo de 24 atletas, sendo 11 homens ou 11 mulheres. Nenhum CON pode inscrever mais de quatro atletas em um único evento, além de inscrever apenas uma equipe no evento misto.
Para se qualificar, cada CON deveria ter pelo menos um esquiador que atenda aos requisitos básicos de elegibilidade de idade, aptidão médica e estar com pontos válidos na lista da Federação Internacional de Esqui (FIS) que leva em consideração os resultados entre 19 de julho de 2019 a 16 de janeiro de 2022. Os pontos foram calculados tomando a média dos cinco melhores resultados em eventos técnicos (slalom gigante e slalom) e os dois melhores resultados para eventos de velocidade (downhill, super G e combinado). Para competir no slalom gigante ou slalom, um esquiador deveria ter uma média de 160 pontos nessas disciplinas. Para competir no downhill ou super G, um total de 80 pontos. Para competir no combinado um atleta deveria ter uma média de 160 pontos mais uma média de 80 no downhill.
Em 24 de janeiro de 2022, o Comitê Olímpico Internacional concedeu quatro vagas extras no masculino após a FIS investigar a legitimidade de alguns eventos classificatórios considerados de baixo nível técnico.

## Medalhistas
Masculino
| Evento                  | Ouro                        | Prata                                  | Bronze                              |
| ----------------------- | --------------------------- | -------------------------------------- | ----------------------------------- |
| Downhill detalhes       | Beat Feuz SUI Suíça         | Johan Clarey FRA França                | Matthias Mayer AUT Áustria          |
| Combinado detalhes      | Johannes Strolz AUT Áustria | Aleksander Aamodt Kilde NOR Noruega    | James Crawford CAN Canadá           |
| Slalom detalhes         | Clément Noël FRA França     | Johannes Strolz AUT Áustria            | Sebastian Foss-Solevåg NOR Noruega  |
| Slalom gigante detalhes | Marco Odermatt SUI Suíça    | Žan Kranjec SLO Eslovênia              | Mathieu Faivre FRA França           |
| Super-G detalhes        | Matthias Mayer AUT Áustria  | Ryan Cochran-Siegle USA Estados Unidos | Aleksander Aamodt Kilde NOR Noruega |

Feminino
| Evento                  | Ouro                        | Prata                             | Bronze                       |
| ----------------------- | --------------------------- | --------------------------------- | ---------------------------- |
| Downhill detalhes       | Corinne Suter SUI Suíça     | Sofia Goggia ITA Itália           | Nadia Delago ITA Itália      |
| Combinado detalhes      | Michelle Gisin SUI Suíça    | Wendy Holdener SUI Suíça          | Federica Brignone ITA Itália |
| Slalom detalhes         | Petra Vlhová SVK Eslováquia | Katharina Liensberger AUT Áustria | Wendy Holdener SUI Suíça     |
| Slalom gigante detalhes | Sara Hector SWE Suécia      | Federica Brignone ITA Itália      | Lara Gut-Behrami SUI Suíça   |
| Super-G detalhes        | Lara Gut-Behrami SUI Suíça  | Mirjam Puchner AUT Áustria        | Michelle Gisin SUI Suíça     |

Misto
| Evento           | Ouro | Prata                                                                             | Bronze |
| ---------------- | --- | --------------------------------------------------------------------------------- | --- |
| Equipes detalhes | Katharina Huber Katharina Liensberger Katharina Truppe Stefan Brennsteiner Michael Matt Johannes Strolz AUT Áustria | Emma Aicher Lena Dürr Julian Rauchfuß Alexander Schmid Linus Straßer GER Alemanha | Mina Fürst Holtmann Thea Louise Stjernesund Maria Therese Tviberg Timon Haugan Fabian Wilkens Solheim Rasmus Windingstad NOR Noruega |

## Quadro de medalhas
| Ordem | País               | Medalha de ouro | Medalha de prata | Medalha de bronze |    | Ordem por total |
| ----- | ------------------ | --------------- | ---------------- | ----------------- | -- | --------------- |
| 1     | SUI Suíça          | 5               | 1                | 3                 | 9  | 1               |
| 2     | AUT Áustria        | 3               | 3                | 1                 | 7  | 2               |
| 3     | FRA França         | 1               | 1                | 1                 | 3  | 5               |
| 4     | SVK Eslováquia     | 1               |                  |                   | 1  | 6               |
|       | SWE Suécia         | 1               |                  |                   | 1  | 6               |
| 6     | ITA Itália         |                 | 2                | 2                 | 4  | 3               |
| 7     | NOR Noruega        |                 | 1                | 3                 | 4  | 3               |
| 8     | GER Alemanha       |                 | 1                |                   | 1  | 6               |
|       | SLO Eslovênia      |                 | 1                |                   | 1  | 6               |
|       | USA Estados Unidos |                 | 1                |                   | 1  | 6               |
| 11    | CAN Canadá         |                 |                  | 1                 | 1  | 6               |
| TOTAL | TOTAL              | 11              | 11               | 11                | 33 | —               |